# Yunis Abdelhamid
Yunis Abdelhamid (ur. 28 września 1987 w Montpellier) – marokański piłkarz urodzony we Francji, grający na pozycji środkowego obrońcy w klubie Stade de Reims. Reprezentant Maroka.